# Tre sange til tekster af Ernst von der Recke
Tre sange til tekster af Ernst von der Recke is een verzameling liedjes van Eyvind Alnæs. Het zijn toonzetting van drie gedichten van de Deense schrijver Ernst von der Recke. Binnen het toch vrijwel onbekende oeuvre van de Noorse componist, zijn deze drie liedjes zo mogelijk nog onbekender. De liedjes werden uitgegeven door Edition Wilhelm Hansen en later met andere liederen gebundeld.
De titels van de drie liedjes:
- Det volder saa den vintertid
- Der dryssede korn fra modent straa
- Fra himlen falder der stjerneskud